# Johnny English: Nokaut
Johnny English: Nokaut (ang. Johnny English Strikes Again) – komediowy film akcji z 2018 roku w reżyserii Davida Kerra. Trzecia część serii, kontynuacja filmu Johnny English: reaktywacja (2011). Rolę główną zagrał Rowan Atkinson. Obok niego wystąpili: Ben Miller, Olga Kurylenko, Jake Lacy i Emma Thompson. Film opowiada o tytułowym agencie MI7, który zostaje wezwany do działania, gdy wszyscy tajni agenci są narażeni na cyberatak.
Film został wydany w kinach w Wielkiej Brytanii 5 października 2018. W Stanach Zjednoczonych wszedł na ekrany kin 26 października 2018, a jego dystrybutorem była wytwórnia Universal Pictures. Film z chłodną reakcją krytyków, ale odniósł sukces kasowy, osiągając na całym świecie 159 milionów dolarów wpływów.

## Casting
W filmie poza znanym aktorem Rowanem Atkinsonem (został zaproszony m.in. na otwarcie IO w Londynie w 2012, co już wówczas potwierdziło jego status w brytyjskiej i światowej kinematografii oraz telewizji), zagrało wielu znanych aktorów i aktorek. Jedną z głównych rol zagrała Olga Kurylenko – znana m.in. z filmów o Jamesie Bondzie (007 Quantum of Solace). Miranda Hennessy zagrała w poprzedniej części serii. Poza tym wystąpiła Pippa Bennett-Warner (Doctor Who), co może być nawiązaniem do ostatnich części (stan na 2020) Bonda, z rolą sekretarki. Jako agenci wezwani z emerytury wystąpili też znani aktorzy, znacząco powiązani z serią filmów o Bondzie. Jednym z nich był Edward Fox znany z roli M w Nigdy nie mów nigdy. Sama scena z udziałem Foxa – była nawiązaniem do klasyki gadżetów z Bondem, które wówczas były naturalną częścią filmów z tej słynnej serii. Charles Dance był z kolei Clausem z Tylko dla twoich oczu. Michael Gambon znany z roli Dumbledore w filmach o Harrym Potterze, nie zagrał Bonda swego czasu tylko dlatego, że był "zbyt gruby".

## Box office

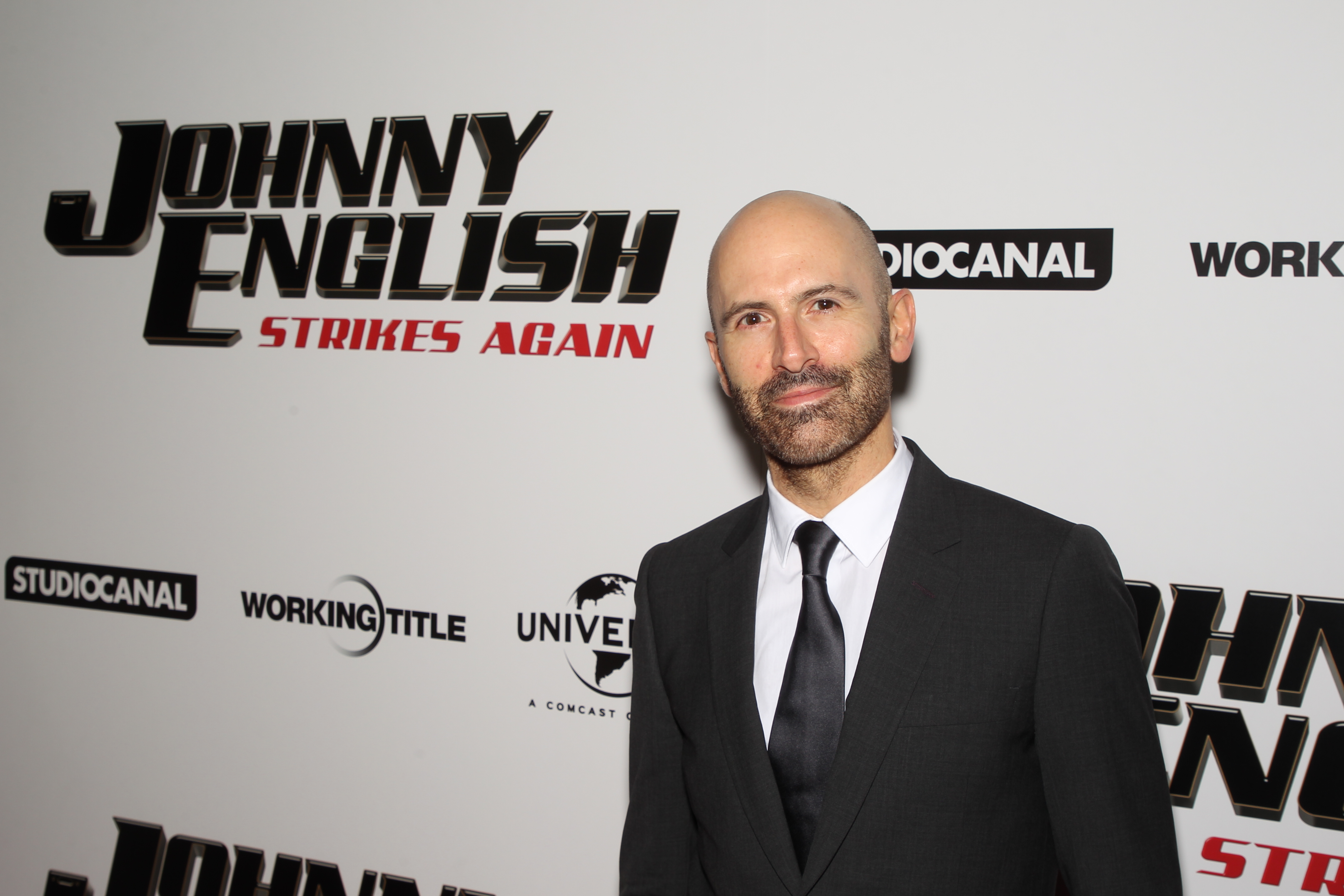
David Kerr na premierze filmu

Film miał budżet wynoszący szacunkowo 25 milionów USD, a zarobił na świecie około 160 milionów dolarów.

## Nagrody
Film zdobył British Film Designers Guild Awards 2018.